# جون غرانت (كاتب سيناريو)
جون غرانت (بالإنجليزية: John Grant)‏ (27 ديسمبر 1891 في الولايات المتحدة - 19 نوفمبر 1955، بالم ديسيرت في الولايات المتحدة)؛ منتج أفلام، كاتب سيناريو وروائي أمريكي.

## روابط خارجية
- جون غرانت على موقع IMDb (الإنجليزية)
- جون غرانت على موقع ألو سيني (الفرنسية)
- جون غرانت على موقع أول موفي (الإنجليزية)
- جون غرانت على موقع قاعدة بيانات الأفلام السويدية (السويدية)
- جون غرانت على موقع قاعدة بيانات الفيلم (الإنجليزية)
- جون غرانت على موقع كينوبويسك (الروسية)